# Zbójno (województwo lubelskie)
Zbójno – wieś w Polsce położona w województwie lubelskim, w powiecie parczewskim, w gminie Sosnowica.
W latach 1975–1998 miejscowość należała administracyjnie do województwa chełmskiego.
Wieś stanowi sołectwo w gminie Sosnowica. Według Narodowego Spisu Powszechnego z roku 2011 wieś liczyła 47 mieszkańców.
Wierni Kościoła rzymskokatolickiego należą do parafii Trójcy Świętej w Sosnowicy.

## Części wsi
| SIMC    | Nazwa   | Rodzaj             |
| ------- | ------- | ------------------ |
| 0108499 | Janówka | część miejscowości |

## Historia
Zbójno wieś w powiecie włodawskim, gminie Wola Wereszczyńska, parafii Wereszczyn, w roku 1895 posiadała 6 domów i 80 mieszkańców z gruntem 93 morgi. Wchodziła w skład dóbr Łomnica.